# Запорізька вулиця (Нікополь)
Запорізька вулиця — центральна вулиця у місті Нікополь. Пролягає від Довгалівської до Гетьманської вулиці, її протяжність 950 м. Продовженням слугує вулиця Прикордонників.

## Перехрестя
- Отаманська вулиця
- Херсонська вулиця
- Музейна вулиця
- Микитинська вулиця

## Історія
Вулиця заснована у часи УРСР на честь міста Запоріжжя.